# روتروگرید (ترانه جیمز بلیک)
«روتروگرید» (به انگلیسی: Retrograde) تک‌آهنگی از هنرمند اهل بریتانیا جیمز بلیک است. ترانه در ۱۱ فوریه ۲۰۱۳ برای دانلود دیجیتالی توسط پالیدور رکوردز منتشر شد.